# Andrzej Zgorzelski
Andrzej Zgorzelski (ur. 26 lipca 1934 w Wilnie, zm. 22 kwietnia 2017 w Gdańsku) – polski anglista, teoretyk i historyk literatury angielskiej.

## Życiorys
Był synem Czesława Zgorzelskiego. Po II wojnie światowej mieszkał w Toruniu i Lublinie. W 1959 ukończył studia z zakresu filologii angielskiej na Katolickim Uniwersytecie Lubelskim, następnie pracował jako nauczyciel i lektor języka angielskiego w Wyższej Szkole Ekonomicznej w Sopocie. W latach 1966–1974 był zatrudniony na Uniwersytecie Marii Curie-Skłodowskiej w Lublinie, w 1971 obronił na Uniwersytecie Łódzkim pracę doktorską Czas jako element strukturalny nowoczesnej literatury fantastycznej. Od 1974 pracował na Uniwersytecie Gdańskim, w 1980 habilitował się na podstawie pracy Fantastyka. Utopia. Science fiction. Od 1983 kierował Zakładem Badań Literackich. W 1993 otrzymał tytuł profesora nadzwyczajnego, w 1999 profesora zwyczajnego.
W swoich badaniach zajmował się m.in. literaturą fantastyczną, twórczością Josepha Conrada, a także teorią literatury. Opublikował m.in. Kreacje świata sensów. Szkice o współczesnej powieści angielskiej (1975), Fantastyka, utopia, science fiction. Ze studiów nad rozwojem gatunków (1980), O nowelach Conrada. Interpretacje (1984), O uczeniu literatury na anglistyce (1987), Konstrukcja i sens. Szkice o angielskich tekstach poetyckich (1992), System i funkcja. Ustalenia metodologiczne i propozycje teoretycznoliterackie (1999), Born of the fantastic (2004), a także wiersze Akty niestrzeliste (2014) oraz tom wspomnień Opowieści z niepamięci (2016).
Był redaktorem naukowym literaturoznawczych tomów Zeszytów Naukowych Wydziału Humanistycznego UG (Filologia Angielska), członkiem Polskiego Towarzystwa Conradowskiego, Lubelskiego Towarzystwa Naukowego i Gdańskiego Towarzystwa Naukowego, a w latach 1994-96 – Komitetu Neofilologicznego PAN.

## Odznaczenia
- Złoty Krzyż Zasługi – 1981